# Torote
Le Torote est un cours d’eau espagnol d'une longueur de 43,85 km qui coule dans les communautés autonomes de Castille-La Manche et de Madrid.

## Source de la traduction

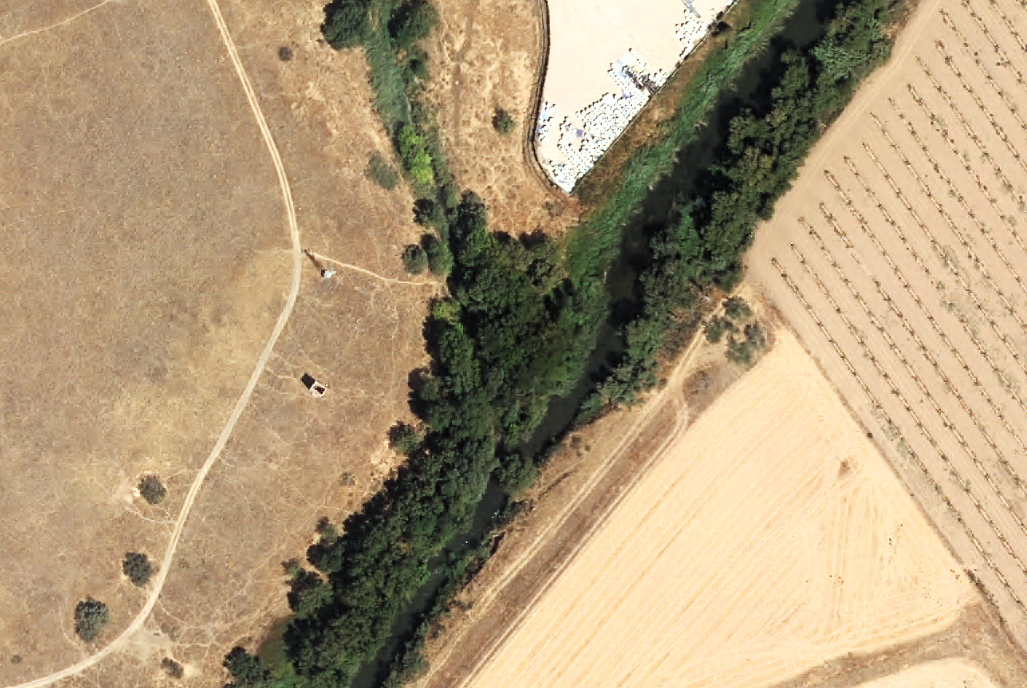
Embouchure de la rivière Torote dans la rivière Henares.

- (es) Cet article est partiellement ou en totalité issu de l’article de Wikipédia en espagnol intitulé « Río Torote » (voir la liste des auteurs).